# Protapirus
Protapirus (лат.) — вымерший род травоядных животных из семейства тапировых отряда непарнокопытных. Они жили в раннем олигоцене — раннем миоцене Северной Америки и раннем миоцене Европы (от 33,3 до 20,43 миллионов лет назад).

## Виды
- Protapirus obliquidens [syn. Tanyops undans]
- Protapirus simplex [syn. P. validus]